# Pavana (Fauré)
Pavana u fis-molu, op. 50 je skladba koju je Gabriel Fauré napisao 1887. godine i posvetio ju grofici Élisabeth Greffulhe. Izvorno je napisana za manji orkestar, ali je na grofičin zahtjev Fauré dodao zbor. Inačicu za klavir objavio je 1889. godine.

## Nastanak
Pavana (tal. pavana, [danza] padovana - ples iz Padove, šp. pavane - paun), spori svečani dvorski ples koji se u otvorenim parovima plesao u Europi u 16. stoljeću, a naročito je bio omiljen u Španjolskoj. U ranom baroku pavana je bila jedan od stavaka orkestarske suite, ali se kasnije osamostaljuje u posebnu formu.
Fauré je u ljeto 1887. godine napisao pavanu za manji orkestar, da bi bila izvedena u sklopu lakih ljetnih koncerata Julesa Danbéa. Međutim, djelo je posvetio svojoj patroni grofici Élisabeth Greffulhe te je na njen zahtjev dodao zbor (SATB) sa stihovima koje je napisao njen rođak Robert de Montesquiou. Orkestarska inačica premijerno je izvedena 25. studenoga 1888. godine u Parizu, a sa zborom tri dana kasnije. Fauré je kasnije djelo preradio za solo klavir. Grofica Greffulhe je na jednoj od svojih vrtnih zabava 1891. godine u "koreografskom spektaklu" upriličila izvođenje Pavane sa zborom i baletom.

## O glazbi
Orkestracija: 2 flaute, 2 oboe, 2 klarineta, 2 fagota, 2 roga, gudači (zbor ad lib.)
Tonalitet: fis-mol
Pavana je napisna u ternarnoj formi (ABA). Tempo je andante molto moderato (oko 90 d/min). Podloga čitave skladbe je pizzicato gudača, svih ili po sekcijama, tako da za gudače u ovoj skladbi skoro da nema odmora. Flauta uvodi sjetnu temu koju preuzimaju oboa i drugi puhači, a zatim je razrađuju s orkestrom. Kratak srednji dio je strastveniji, ali u istom raspoloženju, a za njim se vraća glavna tema.
Tekst Roberta de Montesquioua se opcijski izvodi (ad libitum). U početku se smjenjuju pojedinačni glasovi, koji se na kraju združuju.
| francuski tekst | slobodan prijevod |
| --- | --- |
| [S] C'est Lindor! c'est Tircis! et c'est tous nos vainqueurs! [B] C'est Myrtil, c'est Lydé! Les reines de nos cœurs! [C] Comme ils sont provocants, comme ils sont fiers toujours! [SCTB] Comme on ose régner sur nos sorts et nos jours! [T] Faites attention! [B] Observez la mesure! [S] Ô la mortelle injure! [T] La cadence est moins lente! [T] Et la chute plus sûre! [C] Nous rabattrons bien leurs caquets! [B] Nous serons bientôt leurs laquais! [SC] Qu'ils sont laids! [T] Chers minois! [S] Qu'ils sont fols! [B] Airs coquets! [T] Et c'est toujours de même! [B] Et c'est ainsi toujours! [SC] On s'adore! On se hait! On maudit ses amours! [TB] On s'adore! [SCTB] On se hait! [S] On maudit ses amours! [T] Adieu, Myrtil! Églé! Chloé! Démons moqueurs! [C] Adieu donc et bons jours aux tyrans de nos cœurs! [SCTB] Et bons jours! | To je Lindor! to je Tircis! i to su svi naši pobjednici! To je Myrtil, to je Lydé! Kraljice naših duša! Kako nas izazivaju! Kako su uvijek tako drski! Kako se usuđuju vladati našim sudbinama i našim danima! Budite pažljivi! Pridržavajte se mjera! O ubitačna nepravdo! Brzina je usporenija i propast izvjesnija! Dobro ćemo ih ušutkati! Uskoro ćemo postati njihove sluge! Kako su ružni! Ta umilna lišca! Kako su luckasta! Koketnog izgleda! I uvijek isto. I tako će uvek biti! Volimo ih! Mrzimo ih! Proklinjemo ih bolesni od njihovih ljubavi! Zbogom Myrtil! Églé! Chloé! Podrugljivi zli dusi! Zbogom dakle, i dobri dani našim srcolomcima! I dobri dani! |
| [Glasovi: S – sopran, C – kontraalt, T – tenor, B – bas] | |

Uobičajeno trajanje je oko 6 minuta.

## Utjecaj
Skladba se najčešće izvodi bez zbora. Izuzetno je popularna, mnogo puta je obrađivana za razna glazbala i nalazi se u mnogim kompilacijama relaksirajuće glazbe. Na primjer, Radio Swiss Classic u svojoj bazi ima četiri različita izvođenja Pavane:
- Academy of St Martin in the Fields, dirigent Sir Neville Marriner, zbor Chorus of St Martin in the Fields (Decca Records / 448 711-2, 1996.)
- Orpheus Chamber Orchestra (orkestar po koncepciji nema dirigenta) (DG / 449 186-2, 1996.)
- Czech Philharmonic Orchestra, dirigent Charles Olivieri-Munroe, solistica na violončelu Sol Gabetta (RCA Red Seal / 88697312792, 2008.)
- Academy of St Martin in the Fields, dirigent Mathias Mönius, solist na oboi d'amore Albrecht Mayer (Decca Records / 478 2562, 2010.)

Pavana je obrađivana i u drugim glazbenim žanrovima (Bill Evans, Jethro Tull, Xzibit), kao i u filmovima.